# پروبیتاس ۹۰۲

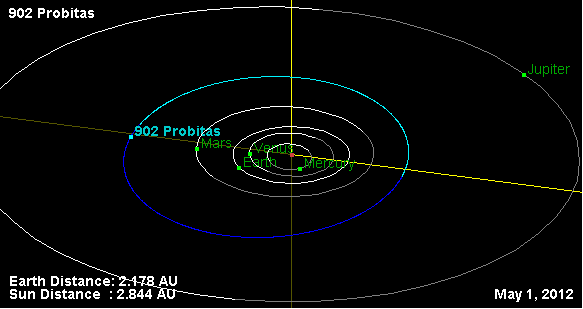
نمایی از محل قرارگیری سیارک ۹۰۲ در مدار – ۲۰۱۲

سیارک ۹۰۲ (به انگلیسی: 902 Probitas، نامگذاری:1918EJ) نهصد و دومین سیارک کشف شده‌است که در ۳ سپتامبر ۱۹۱۸ و در وین کشف شد.
قدر مطلق سیارک برابر ۱۲٫۳۰ است.